# Tai-chi-chuan style Yang famille Tung
Le Tai-chi-chuan de style Yang tel que transmis par la famille Tung est une pratique du tai-chi-chuan née à partir du style Yang originel. Ce tai-chi-chuan fut fondé par Tung Ying Chieh (1898 - 1961). Ce dernier étudia avec Yang Cheng Fu. Auparavant, il étudia  le tai-chi-chuan de Wu Yu Xiang avec Li Xiang Yuan. Tung Ying Chieh a ainsi pu ajouter en mariant des éléments des deux styles un enchaînement qui lui est propre à son enseignement.

## Création du tai-chi-chuan

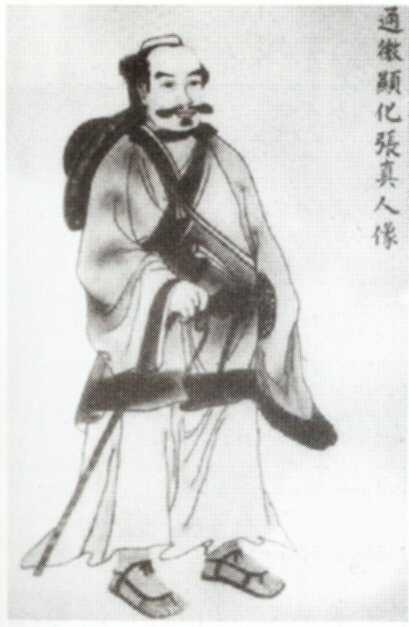
Chang San-feng

Le tai-chi-chuan (taiji quan) fut inventé par Zhang Sanfeng. Il pratiqua les arts taoïstes et devait connaître les Classiques. Il fut moine dans les monts Wudang (Wudangshan) et il semble qu'il aimait discuter des Classiques et de philosophie avec la population locale.
Un jour qu'il récitait les Classiques, un oiseau se posa dans sa cour. Zhang Sanfeng l'observa de sa fenêtre : L'oiseau scrutait un serpent lové sur le sol. Le serpent regarda l'oiseau. Un combat s'engagea entre eux. L'oiseau attaquait en déployant ses ailes. Le serpent agitait la tête, et ondulait pour échapper à l'oiseau qui retournait au sommet d'un arbre. À nouveau, l'oiseau attaquait mais le serpent se contorsionnait et s'écartait encore grâce à un mouvement en spirale. Le combat durait sans victoire de l'un ou l'autre… Quand Zhang Sanfeng sortit dans la cour, le serpent et l'oiseau avaient disparu. De l'observation de ce combat, Zhang Sanfeng eu l'idée du tai-chi-chuan : il s'agissait d'allier la souplesse du serpent et la vitesse de l'oiseau.
Ce récit est néanmoins à prendre avec précaution, comme une légende. En effet, l'existence de Zhang Sanfeng n'est pas prouvée avec certitude : il est possible qu'il ne soit qu'une construction littéraire. Les dates avancées pour son existence (possible mais pas certaine) sont 1391 à 1459 environ.

## Tai-chi-chuan style Yang famille Tung
Avec le temps, le tai-chi-chuan (en général), qui à l'origine se transmettait dans le cercle familial, s'est modifié selon les divers maîtres. Ainsi sont nés différents styles de tai-chi-chuan. 
La première forme codifiée du tai-chi-chuan est celle du style Chen. Le style Yang en dérive. C'est avec l'école Yang que l'enseignement du tai-chi-chuan serait devenu plus ouvert. 
Voici quelques styles du tai-chi-chuan :
1. L'école Yang, appelée ta chia (grande charpente). Normalisée par Yang Chengfu (1883-1936), petit-fils de Yang Luchan (1799-1872), qui commença la propagation du tai-chi-chuan à Pékin puis dans toute la Chine. Les positions amples, les techniques de l'enchaînement fondamental sont souples et ininterrompues, mais les applications martiales sont rapides et vigoureuses. C'est, aujourd'hui, l'école la plus répandue.
2. L'école Chen, appelée lao chia (vieille charpente), est la plus ancienne. Cette école est restée dans le style qui était populaire à Chenjiagou dans la province de Henan. L'enchaînement fondamental est caractérisé par une alternance de mouvements lents et souples avec des mouvements rapides et vigoureux.
3. L'école Wu Yu, appelée hsiao chia (petite charpente), a été popularisé par Wu Jianquan (1870-1942), élève de Yang Luchan. Ce style est caractérisé par des techniques d'ampleur réduite.
4. L'école Wu Chien, appelée chung chia (charpente moyenne), a été établi par Wu Yuxiang (1812-1880), camarade de Yang Luchan. Ce branchement de tai-chi-chuan a été diffusé et popularisé par Hao Weizhen (1849-1920), un élève de Wu Yuxiang. Ce style est caractérisé par des posture inclinées en avant et par des mouvements d'ampleur moyenne.
5. L'école Sun, appelée huo pu chia (charpente aux pas vifs), a été développée par Sun Lutang (1861-1932), initialement élève de Hao Weizhen. Petites positions, mouvements agiles et plutôt rapides caractérisent ce style.

Dans les écoles, les diversifications sont aussi possibles. Dans le cas qui nous intéresse, le style Yang, il y a eu des diversifications. On peut nommer ces pratiques issues du même style de familles. Le tai-chi-chuan style Yang se scinde en trois familles (au moins) : le style Tung est l'une d'entre elles. Nous présentons ici le tai-chi-chuan tel que le transmet maître Tung Kai-Ying. 
Le tai-chi-chuan style Yang famille Tung comprend la forme lente, la forme rapide, les exercices à deux (ex. : poussée des mains), des formes "familiales", des formes avec armes (ex. : épée, sabre, batons), divers exercices.

## Enchaînement lent
L'enchaînement lent style Yang, famille Tung comprend 89 mouvements et se décompose en trois parties. Quand on enchaîne, les parties et les mouvements ne se séparent pas les uns des autres (par ex. par un petit temps d'attente entre deux mouvements). Au contraire, l'enchaînement est à concevoir comme un seul mouvement qui ne s'arrêterait pas dans sa progression. Il s'agit, selon une formule chinoise, de dérouler la pelote de fil. Quand on déroule la bobine, celle-ci tourne toujours, sans à-coup.
Comme dans tout style, l'enchaînement nécessite de plier les jambes. Cependant, cela est laissé à la capacité de chacun : certains peuvent plier beaucoup, d'autres moins. De plus, toutes les articulations doivent être relâchées, et le genou ne doit jamais dépasser la pointe du pied. Enfin, les mouvements reposent beaucoup sur ceux de la taille.
L'enchaînement lent peut s'exécuter aussi bien en 30 minutes qu'en plus d'une heure, selon la vitesse que l'on décide. Plus on va lentement, plus on peut prendre conscience et travailler sur les mouvements de taille, sur l'équilibre, sur le placement du corps. Le but est, cependant, de rester totalement relâché : la concentration n'implique pas la crispation.
Voici les noms des mouvements de l'enchaînement lent :
(Première Partie) 
1. Position préparatoire ;
2. Mouvement de départ ;
3. Étreindre la queue du paon ;
4. Simple fouet ;
5. Rapprocher les mains ;
6. La grue blanche déploie ses ailes ;
7. Brosser le genou gauche et pousser ;
8. Joueur de guitare ;
9. Brosser le genou gauche et pousser ;
10. Brosser le genou droit et pousser ;
11. Joueur de guitare ;
12. Brosser le genou gauche et pousser ;
13. Faire un pas en avant et donner un coup de poing ;
14. Se retirer et sceller ;
15. Croiser les mains ;

(Deuxième Partie)
1. Porter le tigre et retourner à la montagne ;
2. Poing sous le coude ;
3. Repousser le singe ;
4. Vol en diagonale  ;
5. Rapprocher les mains ;
6. La grue blanche déploie ses ailes ;
7. Brosser le genou gauche et pousser ;
8. Chercher l'aiguille au fond de la mer ;
9. Élever les bras et pousser ;
10. Poing près de la taille ;
11. Un pas en avant et donner un coup de poing ;
12. Étreindre la queue du paon ;
13. Simple fouet ;
14. Mains nuages ;
15. Simple fouet ;
16. Caresser l'encolure du cheval ;
17. Coup de pied sur le côté droit ;
18. Coup de pied sur le côté gauche ;
19. Tourner et coup de pied ;
20. Brosser le genou gauche et pousser ;
21. Brosser le genou droit et pousser ;
22. Donner un coup de poing vers le bas ;
23. Poing près de la taille ;
24. Pas en avant et coup de poing ;
25. Coup de talon droit ;
26. Frapper le tigre (à droite et à gauche) ;
27. Se retirer et coup de pied ;
28. Double vent à travers les oreilles ;
29. Coup de talon gauche ;
30. Tourner et donner un coup de pied ;
31. Pas en avant et coup de poing ;
32. Se retirer et sceller ;
33. Croiser les mains ;

(Troisième Partie)
1. Porter le tigre et retourner à la montagne ;
2. Simple fouet en diagonal ;
3. Cheval sauvage sépare sa crinière ;
4. Étreindre la queue du paon ;
5. Simple fouet ;
6. Belle dame à la navette tisse les quatre coins de l'espace ;
7. Étreindre la queue du paon ;
8. Simple fouet ;
9. Mains nuages ;
10. Simplet fouet ;
11. Simple fouet en posture basse ;
12. Coq doré se tient sur une patte ;
13. Repousser le singe ;
14. Vol en diagonale ;
15. Rapprocher les mains ;
16. La grue blanche déploie ses ailes ;
17. Brosser le genou à gauche et pousser ;
18. Aiguille au fond de la mer ;
19. Élever les bras et pousser ;
20. Serpent blanc darde sa langue ;
21. Pas en avant et coup de poing ;
22. Étreindre la queue du paon ;
23. Simple fouet ;
24. Mains nuages ;
25. Simple fouet ;
26. Caresser l'encolure du cheval ;
27. Étendre soudain la paume ;
28. Tourner et coup de poing à l'aine ;
29. Étreindre la queue du paon, avec le pas ;
30. Simple fouet ;
31. Simplet fouet en posture basse ;
32. Pas en avant et coup de poing transversal ;
33. Pas en arrière et enjamber le tigre ;
34. Tourner et coup de pied frappé ;
35. Bander l'arc et décocher sur le tigre ;
36. Pas en avant et coup de poing ;
37. Se retirer et sceller ;
38. Croiser les mains ;
39. Mouvement de clôture.

(Fin de l'enchaînement)

## Autres enchaînements et exercices
Comme dans les autres familles et styles, le tai-chi-chuan de l'école Tung contient d'autres enchaînements et exercices :
- Enchaînement rapide ;
- Exercices à deux et applications ;
- Enchaînements avec armes (épée, sabre, bâtons, etc.) ;
- Tai Chi Qong (cf. Qi_Gong) ;
- Enchaînement Dong Jia et Ying Chieh Kwai Chuan, propres à la famille Tung ;
- Etc. ...